# سوباسي
سوباسي ( بالتركية:Subaşı) هي بلدة في قضاء ميريتش، ولاية أدرنة، تركيا. يبلغ عدد سكانها 1,865 نسمة (2022). تقع سوباسي على بُعد 6 كيلومترات (3.7 ميل) من الحدود  اليونانية. تبلغ المسافة بينها وبين قضاء ميريتش 7 كيلومترات (4.3 ميل) وبينها وبين أدرنة 90 كيلومترًا (56 ميلًا). تأسست  المستوطنة في القرن التاسع عشر على يد لاجئي البوماك في أعقاب الحرب الروسية التركية (1877-1878). وفي وقت لاحق، استقر بعض اليوروك (التركمان) أيضًا في سوباسي. في عام 1992، أُعلنت سوباسي مقرًا للبلدة. النشاط الاقتصادي الرئيسي في سوباسي هو الزراعة. الأرز والقمح والذرة والفاصوليا ودوار الشمس هي المحاصيل الرئيسية. 